# My Hero Academia
My Hero Academia (僕のヒーローアカデミア Boku no Hīrō Akademia?) är en manga-serie som skrivs och tecknas av Kōhei Horikoshi. Den ges ut av Shueisha i magasinet Weekly Shōnen Jump sedan juli 2014. Handlingen kretsar kring pojken Izuku Midoriya som drömmer om att bli en superhjälte. Under april 2016 till juni 2016 sändes en anime baserad på serien. En andra säsong började sändas i april 2017.

## Handling
Izuku Midoriya lever i en värld där människor har "Quirks", det vill säga superkrafter. Izuku har ingen Quirk och blir därmed utsatt för mobbning av sina klasskamrater. Efter att ha räddat en av översittarna Katsuki skänker superhjälten All Might sin kraft, "One For All", till honom. Berättelsen följer Izuku som får inträde till U.A. High School, en skola som tar fram nästa generations hjältar.

### Huvudfigurer
Izuku "Deku" Midoriya (緑谷 出久 Midoriya Izuku?)
Izuku är seriens huvudperson. Han besitter ingen superkraft men ger inte upp drömmen om att bli en superhjälte som sin stora idol All Might. Han har en blyg personlighet och drivs av stark beslutsamhet att rädda andra.
Katsuki "Kacchan" Bakugō (爆豪 勝己 Bakugō Katsuki?)
Katsuki har känt Izuku sedan barndomen. Han har en självsäker personlighet och är ambitiös. Han har kraften att utföra explosioner med nitroglycerin.
Ochako Uraraka (麗日 お茶子 Uraraka Ochako?)
Ochako är en av Izukus bästa vänner. Hennes kraft är att hon kan få saker att sväva.
Tenya Iida (飯田 天哉 Iida Ten'ya?)
Iida är en av Izukus bästa vänner. Han är född i en välkänd familj av superhjältar. Hans kraft är att han kan springa i hög hastighet.
Shōto Todoroki (轟 焦凍 Todoroki Shōto?)
Todoroki är en klasskamrat till Izuku. Hans kraft är eld och is.
All Might (オールマイト Ōru Maito?)
All Might är världens populäraste superhjälte. Han möter Izuku och tränar upp honom till att bli starkare.

## Utgivning
My Hero Academia ges ut av Shueisha i det månatliga magasinet Weekly Shōnen Jump sedan den 7 juli 2014. De publicerar den även i tankōbon-volymer. Utöver huvudserien finns det också två spinoff-serier: My Hero Academia Smash!! och Vigilante: My Hero Academia Illegals.
| Lista över tankōbon-volymer | Lista över tankōbon-volymer | Lista över tankōbon-volymer |
| Nr                          | Utgivningsdatum             | ISBN                        |
| --------------------------- | --------------------------- | --------------------------- |
| 1                           | 4 november 2014             | ISBN 978-4-08-880264-0      |
| 2                           | 5 januari 2015              | ISBN 978-4-08-880297-8      |
| 3                           | 3 april 2015                | ISBN 978-40-8880335-7       |
| 4                           | 4 juni 2015                 | ISBN 978-4-08-880420-0      |
| 5                           | 4 augusti 2015              | ISBN 978-4-08-880449-1      |
| 6                           | 4 november 2015             | ISBN 978-4-08-880488-0      |
| 7                           | 4 februari 2016             | ISBN 978-4-08-880607-5      |
| 8                           | 4 april 2016                | ISBN 978-4-08-880654-9      |
| 9                           | 3 juni 2016                 | ISBN 978-4-08-880689-1      |
| 10                          | 2 september 2016            | ISBN 978-4-08-880779-9      |

I USA släpps serien av Viz Media. De publicerade den första volymen i augusti 2015.

## Annan media

### Anime
I oktober 2015 fick man veta att en anime var under produktion av Bones.
Animen är regisserad av Kenji Nagasaki och skriven av Yōsuke Kuroda. Musiken komponerades av Yuki Hayashi. Det första avsnittet visades den 3 april 2016 på MBS. Funimation visade serien i USA. Universal Pictures har rättigheterna till animen i Storbritannien.
I juni 2016 utannonserades en till säsong av animen. Säsongen hade premiär den 1 april 2017.
Långfilmen "My Hero Academia: Heroes Rising" släpptes 2019. Filmen har svensk biopremiär den 21 augusti 2020 med svensk text.

#### Avsnitt
| Nr | Titel                                                                                  | Originalvisning |
| -- | -------------------------------------------------------------------------------------- | --------------- |
| 1  | "Izuku Midoriya: Origin" "Midoriya Izuku: Orijin (緑谷出久：オリジン?)"                | 3 april 2016    |
| 2  | "What It Takes to Be a Hero" "Hiro no Jouken (ヒーローの条件?)"                        | 10 april 2016   |
| 3  | "Roaring Muscles" "Unare kin'niku (うなれ筋肉?)"                                       | 17 april 2016   |
| 4  | "Start Line" "Sutaatorain (スタートライン?)"                                           | 24 april 2016   |
| 5  | "What I Can Do For Now" "Ima Boku ni Dekiru Koto wo (今 僕に出来ることを?)"            | 1 maj 2016      |
| 6  | "Rage, You Damned Nerd" "Takere Kusonādo (猛れクソナード?)"                            | 8 maj 2016      |
| 7  | "Deku vs. Kacchan" "デクvsかっちゃん"                                                  | 15 maj 2016     |
| 8  | "Bakugō's Starting Line" "Sutāto Rain, Bakugō no. (スタートライン、爆豪の。?)"         | 22 maj 2016     |
| 9  | "Yeah, Just Do Your Best, Iida!" "Ii zo Ganbare Iida-kun! (いいぞガンバレ飯田くん！?)" | 29 maj 2016     |
| 10 | "Encounter with the Unknown" "Michi to no Sōgū (未知との遭遇?)"                        | 5 juni 2016     |
| 11 | "Game Over" "Gēmu Ōbā (ゲームオーバー?)"                                               | 12 juni 2016    |
| 12 | "All Might" "Ōrumaito (オールマイト?)"                                                 | 19 juni 2016    |
| 13 | "Upon Each of Their Hearts" "Onoono no Mune ni (各々の胸に?)"                          | 26 juni 2016    |

### Spel
Ett spel, My Hero Academia: Battle for All, släpptes den 19 maj 2016 till Nintendo 3DS i Japan. Spelet är utvecklat av Bandai Namco Games.

## Mottagande
My Hero Academia har fått positiva recensioner. Den har bland annat blivit hyllad av författarna Masashi Kishimoto och Eiichiro Oda.
Den första volymen såldes i 71 575 exemplar under sin premiärvecka, och kom på sjunde plats på Oricons lista över bästsäljande manga. Den andra volymen hamnade på sjätte plats på listan med 167 531 exemplar sålda. I januari 2015 hade siffran stigit till 205 179 exemplar. Från och med mars 2017 hade över 10 miljoner exemplar sålts av serien.